# Det Nya Mösspartiet
Det Nya Mösspartiet var ett kårparti som under åren 2003 till 2007 var representerat i Uppsala studentkårs fullmäktige. Partiet saknade anknytning till något etablerat parti, men betraktades vanligen som konservativt. Partiet ville främja det traditionella studentlivet, och motsatte sig politisering av studentkåren. Grundare och partiledare de första tre åren var sedermera prästen Andreas Wejderstam, som sedan lämnade över till David Heith Stade. Partiets arkiv deponerades hos Borgerliga Studenter.
I kårvalet 2003 fick partiet tre mandat. År 2004 gick partiet framåt och erhöll sju mandat.. Partiets klarade emellertid inte av de ökade förväntningarna. Ledamöternas närvaro 2005/2006 var mycket låg och partiet lämnade inte in en enda motion.